# الن فیلیرس
الن فیلیرس فرانسوی: Hélène Fillières‎ (زاده ۱ می ۱۹۷۲) بازیگر، کارگردان، فیلم‌نامه‌نویس فرانسوی است.
از فیلم‌های معروف او می‌توان به فیلم‌های مؤسسه زیبایی ونوس و آرس اشاره کرد.